# Regierung Dupong-Schaus-Bodson

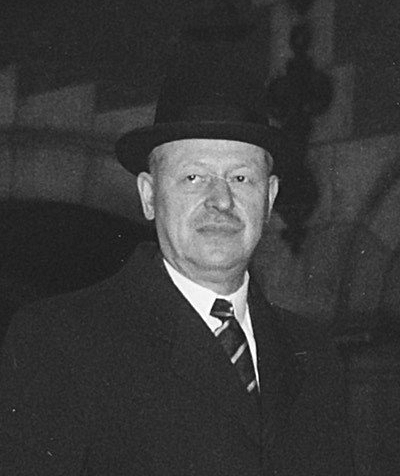
Pierre Dupong war zwischen 1937 und 1953 Premierminister von Luxemburg.

Die Regierung Dupong-Schaus-Bodson (Alternativname: Regierung Dupong VII (1948 bis 1951) sowie Regierung Dupong VIII (1951 bis 1953)) wurde in Luxemburg von Premierminister Pierre Dupong von der Chrëschtlech Sozial Vollekspartei (CSV) nach der Kammerwahl 1948 am 14. Juli 1948 gebildet. Der Regierung gehörten Vertreter der Chrëschtlech Sozial Vollekspartei (CSV) sowie der Groupement Démocratique (GD) an. Nach der Kammerwahl 1951 erfolgte am 3. Juli 1951 eine Regierungsumbildung. Dieser umgebildeten Regierung gehörten dann Vertreter der Chrëschtlech Sozial Vollekspartei (CSV) sowie der Lëtzebuerger Sozialistesch Aarbechterpartei (LSAP) an. Sie löste die Regierung Dupong-Schaus ab und blieb bis zum Tode von Premierminister Dupong am 23. Dezember 1953 im Amt, woraufhin der frühere Premierminister Joseph Bech die Regierung Bech-Bodson bildete. 

## Minister

### Kabinett Dupong VII (1948 bis 1951)
Der Regierung gehörten folgende Minister an:
| Amt                                                     | Amtsinhaber                   | Partei | Beginn der Amtszeit             | Ende der Amtszeit              |
| ------------------------------------------------------- | ----------------------------- | ------ | ------------------------------- | ------------------------------ |
| Premierminister, Staatsminister                         | Pierre Dupong                 | CSV    | 14. Juli 1948                   | 3. Juli 1951                   |
| Finanzminister und Verteidigungsminister                | Pierre Dupong                 | CSV    | 14. Juli 1948                   | 3. Juli 1951                   |
| Minister für Arbeit, soziale Wohlfahrt und Bergbau      | Pierre Dupong                 | CSV    | 14. Juli 1948                   | 3. Juli 1951                   |
| Außenminister und Außenhandelsminister                  | Joseph Bech                   | CSV    | 14. Juli 1948                   | 3. Juli 1951                   |
| Justizminister und Innenminister                        | Eugène Schaus                 | GD     | 14. Juli 1948                   | 3. Juli 1951                   |
| Minister für Volksgesundheit und Kriegsschäden          | Alphonse Osch                 | GD     | 14. Juli 1948                   | 3. Juli 1951                   |
| Minister für öffentliche Arbeiten und Verkehrsminister  | Robert Schaffner              | GD     | 14. Juli 1948                   | 3. Juli 1951                   |
| Bildungsminister und Minister für soziale Unterstützung | Pierre Frieden                | CSV    | 14. Juli 1948                   | 3. Juli 1951                   |
| Wirtschaftsminister und Landwirtschaftsminister         | Aloyse Hentgen François Simon | CSV    | 14. Juli 1948 2. September 1950 | 2. September 1950 3. Juli 1951 |

### Kabinett Dupong VIII (1951 bis 1953)
Der Regierung gehörten folgende Minister an:
| Amt                                                                    | Amtsinhaber    | Partei | Beginn der Amtszeit | Ende der Amtszeit     |
| ---------------------------------------------------------------------- | -------------- | ------ | ------------------- | --------------------- |
| Premierminister, Finanzminister                                        | Pierre Dupong  | CSV    | 3. Juli 1951        | 23. Dezember 1953 (†) |
| Landwirtschaftsminister und Minister für Kriegsschäden                 | Pierre Dupong  | CSV    | 3. Juli 1951        | 29. Dezember 1953     |
| Außenminister und Außenhandelsminister                                 | Joseph Bech    | CSV    | 3. Juli 1951        | 29. Dezember 1953     |
| Verteidigungsminister und Minister für Weinbau                         | Joseph Bech    | CSV    | 3. Juli 1951        | 29. Dezember 1953     |
| Bildungsminister und Innenminister                                     | Pierre Frieden | CSV    | 3. Juli 1951        | 29. Dezember 1953     |
| Minister für Familien und Volksgesundheit                              | Pierre Frieden | CSV    | 3. Juli 1951        | 29. Dezember 1953     |
| Justizminister, Minister für öffentliche Arbeiten und Verkehrsminister | Victor Bodson  | LSAP   | 3. Juli 1951        | 29. Dezember 1953     |
| Minister für Arbeit, soziale Sicherheit und Bergbau                    | Nicolas Biever | LSAP   | 3. Juli 1951        | 29. Dezember 1953     |
| Minister für soziale Fürsorge                                          | Nicolas Biever | LSAP   | 3. Juli 1951        | 29. Dezember 1953     |
| Minister für Wirtschaft und Wiederaufbau                               | Michel Rasquin | LSAP   | 3. Juli 1951        | 29. Dezember 1953     |